# Duong Thu Huong
Dương Thu Hương är en vietnamesisk författare född 1947 i Thai Binh. 
Hon var medlem av Vietnams kommunistiska parti men uteslöts 1989 efter kritik mot korruption och satt fängslad sju månader 1991 för att ha försökt smuggla reaktionära skrifter (sina egna manuskript) ut ur landet. Hon deltog i Vietnamkriget som underhållare åt nordvietnamesiska soldater och var även med under Kinesisk-vietnamesiska kriget. Hennes kritik mot regimen började redan efter återförenandet och präglar hennes författarskap.

## Biografi
Duong Thu Huong föddes 1947 i provinsen Thai Binh i norra Vietnam. Fadern var radiokommunikatör och officer och modern lärare. Hon studerade konst, sång och dans. Som 21-åring ingick hon ett tvångsäktenskap som ledde till skilsmässa 1981. Under Vietnamkriget ("det amerikanska kriget") deltog hon i en ungdomsbrigad som hade till uppgift att underhålla trupperna. Hon kom att även aktivt ta hand om sårade och dödade soldater. Hon har två barn som föddes i de stridande truppernas tunnlar under hennes deltagande i krigsaktiviteterna. Efter sju år vid fronten hade tre av brigadens ursprungliga medlemmar överlevt. I kriget mellan Vietnam och Kina 1979 var hon frivillig soldat, verksam vid fronten och hon var också aktiv som krigskorrespondent.
Efter krigsslutet studerade Duong Thu Huong vid Nguyen Dus författarskola i Hanoi. Hon var verksam som filmmanusförfattare och var också spökskrivare åt generaler. Hennes politiska medvetenhet och engagemang väcktes framför allt efter krigsslutet, när de bittra konsekvenserna för befolkningen avslöjades, och växte under 1980-talet. Hon upplevde att sanningen om krigets konsekvenser undanhölls befolkningen. Hon blev alltmer öppen med sin kritik av den kommunistiska ledningens korruption, repression och byråkrati.
1985 debuterade hon som romanförfattare med Itinéraire d´enfance (Barndomsresa), en ungdomsroman. Mottagandet i Vietnam var positivt och den och även de följande böckerna, Histoire d'amour raconté avant l'aube (1986) Au-delà des illusions (1987) blev bestsellers. Med den följande boken, Les paradis aveugles,1988, som innehåller skarp kritik av 1950-talets jordbruksreform och dess konsekvenser och Roman sans titre, 1990, som skildrar krigserfarenheter ur en desillusionerad soldats perspektiv var dock måttet rågat för den kommunistiska regimen. Författaren blev utesluten ur det kommunistiska partiet och fick också avtjäna sju månaders fängelsestraff för att ha försökt smuggla ut sina egna texter. Under de följande 15 åren var hon under ständig polisövervakning och kunde inte publicera sig i hemlandet. Den förra och hennes följande böcker gavs ut i Frankrike medan den vietnamesiska texten var tillgänglig på nätet. 
Duong Thu Huong tilldelades under 1990-talet litteraturpris i Frankrike och hade stora problem att få pass för utresan. Hon valde likväl att återvända till Vietnam för att fortsätta sin politiska kamp som hon enligt henne själv kommer i första hand och hennes litterära produktion i andra. "Kampen mot regeringen är meningen med mitt liv". 2006 fick hon sitt internationella genombrott med Terre des oublis. Därefter gick hon slutligen i exil och bosatte sig i Paris.

## Författarskap
Duong Thu Huong är Vietnams mest lästa levande författare. Hennes popularitet vilar på hennes beskrivning av befolkningens villkor utan förgyllning eller verklighetsflykt. "Jag är de förtrycktas och de lidandes författare." Det gäller olika aspekter på krigets konsekvenser som i Terre des oublis och Roman sans titre. Hon skildrar också Ho Chi Minh och intrigerna runt honom i Au zènith. Hon har skildrat tillvaron i fängelser, propagandatrupper, omskolningsläger och studier i Sovjet. Det kvinnliga perspektivet är genomgående. I Vietnam, säger författaren, är det kvinnorna som bestämmer och är de starka i familjen. Det sinnliga inslaget i exempelvis skildringarna av de döda soldaterna, deras drömmar om mat och av naturen, som ibland befolkas av vålnader, är påtagligt. Le paradis aveugle sägs rentav utgöra ett kulinariskt porträtt av Vietnam. Duong Thu Huong har också publicerat novellsamlingar och essäer. Hon har mottagit flera litterära priser och är översatt till många språk. Den första svenska översättningen är Roman utan namn, 2019.

## Priser och utmärkelser
- 1991: Prix Gabrielle d'Estrées för romanen Les paradis aveugles
- 1994 : Chevaliermedaljen, des Arts et des Lettres, Frankrike
- 1992, 1996 och 2006 nomineringar till Prix Femina för bästa utländska roman.
- 1997: nominerad till International IMPAC Dublin Literary Award för Roman sans titre
- 2001: Prince Claus Awards, Nederländerna
- 2005:  Grinzane Cavour Prize, Italien för Au-delà des illusions
- 2007: Tidningen Elles stora litteraturpris, Frankrike för Terre des oublis
- 2009:  Prix Laure Bataillon, Frankrike för Au zénith

### Först utgivna i Vietnam
- 1985. Hanh trinh ngay tho au. en. An Itinerary of Childhood, fr. Itinéraire d'enfance
- 1986. Truyen tinh ke truoc luc rạng đong.  en.Love Story Told Before Dawn, fr. Histoire d'amour racontée avant l'aube
- 1987.Ben kia bo ao vong en. Beyond Illusions, fr. Au-delà des illusions
- 1988.Nhung thien duong mu en. Paradise of The Blind, fr Les paradis aveugles
- 1989. Quang doi danh mat:

### Först utgivna i Frankrike
- 1991. Tieu Tuyet Vo De.  fr. Roman Sans Titre, en.  Novel Without A Name, sv. Roman utan namn
- 1998. Luu Ly. fr. Myosotis  M, en.Memories of A Pure Spring
- 2005. Chon Vang. fr. Terre des Oublis, en. No Man´s Land.
- 2009. fr. Au Zénith, en. The Zenith

- 2011.Sanctuaire du cœur
- 2013.Les collines d’eucalyptus

### På svenska
- Roman utan namn (2019); översättning från vietnamesiska: Tobias Theander, Tranan, ISBN 9789188253552